# Dudás Ödön
Dudás Ödön, Muhoray Ödön (Zenta, 1852. november 18. – Zenta, 1889. február 16.) községi hivatalnok.

## Élete
Mint okleveles jegyző több bácskai községben hivataloskodott. 1878 februárjában megindította a Bács-Bodrogh című évnegyedes helytörténelmi folyóiratot, mely másfél éven át egyesítette a bácskai történetírók kis csoportjának egész működését; 1885-ben ismét folytatta vállalatát de csak rövid ideig tartotta fenn. Ő pendítette meg a Bács vármegyei monográfia s a Bács vármegyei történelmi társulat eszméjét, melynek haláláig választmányi tagja volt.

## Munkái
Történelmi apróbb dolgozatokat közölt a Vasárnapi Újságban (1877. 1884. Báró Zesner ezredes eleste), a Századokban, Bácskában, Újvidékben (1884), Bajában és több más lapban és folyóiratban.
1871-től dolgozott Bács- és Bodrog vármegyék monográfiáján és A magyar hadsereg tisztikara 1848–49. c. munkáján.
Sajtó alá rendezve hagyta hátra: Guyon Richard honvédtábornok vezénylete alatt működött magyar déli hadtest naplója 1849-ből.